# Đặng Văn Việt
Đặng Văn Việt (1920 - 25 tháng 9 năm 2021) là một trung tá Quân đội nhân dân Việt Nam. Ông nguyên là trung đoàn trưởng đầu tiên của Trung đoàn 174 - một trong 3 trung đoàn chủ lực đầu tiên của Quân đội nhân dân Việt Nam. Ông từng được người Pháp mệnh danh là "Hùm xám đường 4" do thành tích chỉ huy Trung đoàn 174 giành được nhiều chiến tích trong Chiến dịch Biên giới thu đông 1950.

## Thân thế
Đặng Văn Việt sinh năm 1920, là người làng Nho Lâm, xã Diễn Thọ, huyện Diễn Châu, tỉnh Nghệ An. Gia đình ông có nhiều người nổi tiếng. Tổ tiên ông là danh tướng Đặng Tất, Đặng Dung thời Hậu Trần. Ông nội của ông là Đình nguyên Hoàng giáp Đặng Văn Thụy (khoa Giáp Thìn - 1904), từng làm Tế tửu Quốc tử Giám. Bà nội của ông là bà Cao Thị Bích, con gái của Đông các Đại học sĩ Cao Xuân Dục. Cha ông là Phó bảng Đặng Văn Hướng (khoa Kỷ Mùi 1919), Tham tri Bộ Hình triều đình nhà Nguyễn, Tổng đốc Nghệ An thuộc chính phủ Trần Trọng Kim. Từ năm 1947, ông Hướng là Quốc vụ khanh đặc trách công tác ở 3 tỉnh Thanh- Nghệ - Tĩnh trong Chính phủ Hồ Chí Minh. Mẹ của ông là bà Hoàng Thị Hiến, con gái đầu của cụ Hoàng Đạo Phương, cụ Phương là anh ruột học giả Hoàng Đạo Thúy. Hai người dì đều lấy những nhân vật nổi tiếng như bà Hoàng Thị Hảo lấy ông Trịnh Văn Bính (từng giữ chức Thứ trưởng Bộ Tài chính) hay bà Hoàng Thị Minh Hồ lấy thương gia Trịnh Văn Bô, chủ ngôi nhà 48 Hàng Ngang, nơi Chủ tịch Hồ Chí Minh viết bản Tuyên ngôn độc lập.
Ông còn là cậu bên vợ của nhà tình báo, Thiếu tướng Nguyễn Đình Ngọc.

## Tham gia hoạt động cách mạng
Thuở nhỏ, do truyền thống và điều kiện gia đình, ông theo học trường Quốc học Huế, nơi cha ông làm quan tại đây. Một thời gian, khi cha ông sang Pháp công tác, ông theo học 4 năm tại trường Lycée de la Providence. Sau khi về nước, ông học thêm 4 năm nữa tại trường Trung học Khải Định. Sau khi đỗ tú tài toàn phần năm 1942, ông ra Hà Nội học Trường Cao đẳng Y khoa Đông Dương.
Tuy nhiên, tháng 3 năm 1945, Nhật đảo chính Pháp tại Đông Dương, trường Y khoa phải đóng cửa. Ông cùng một số bạn hữu trở về Huế, sau đó tham gia các khóa huấn luyện của Đoàn Thanh niên tiền tuyến của Phan Anh, tham gia tổ Việt Minh bí mật trong lớp học. Nhiều vị tướng tương lai của Quân đội nhân dân Việt Nam là bạn học của ông tại đây như Cao Văn Khánh, Cao Pha, Phan Hàm, Võ Quang Hồ, Đào Văn Liêu, Nguyễn Thế Lâm, Đoàn Huyên...
Ngày 17 tháng 8 năm 1945, ông cùng người bạn học Cao Pha được giao nhiệm vụ treo cờ Việt Minh trước cửa Ngọ Môn, đánh dấu việc Mặt trận Việt Minh lãnh đạo khởi nghĩa cướp chính quyền thành công tại Huế.

## Trở thành chỉ huy quân sự
Ngay sau khi Pháp tái chiến Đông Dương, ông tham gia quân đội và trở thành một trong những chỉ huy đầu tiên do nền tảng kiến thức tổng quát và quân sự cơ bản được đào tạo. Ông được chỉ định làm Phân đội trưởng Phân đội 1 (gồm 36 người) của Giải phóng quân, trấn giữ tại cửa Thuận An. Tại đây, ông đã chỉ huy bao vây chiếc tàu đầu tiên của Pháp định quay lại chiếm Huế, bắt sống một Đại úy Pháp, Đại đội trưởng thuộc Trung đoàn do tướng Alessandri chỉ huy.
Khi quân Pháp chiếm Huế, ông được cử làm Chỉ huy trưởng Mặt trận đường số 9 (Hạ Lào 1945), rồi Chỉ huy trưởng Mặt trận đường số 7 (Thượng Lào 1946), thực hiện nhiều cuộc giao chiến làm giảm sức tiến công của quân Pháp. Sau đó, ông được điều ra Việt Bắc làm lãnh đạo Ban nghiên cứu trực thuộc Bộ Tổng tham mưu. Một thời gian ngắn ông được cử làm Chủ nhiệm Quân y.

## Hùm xám đường 4
Năm 1947, ông được cử làm Chỉ huy trưởng Mặt trận đường 4. Năm 1948, ông kiêm chức Trung đoàn trưởng Trung đoàn 28. Ông đã chỉ huy quân đội Việt Minh hoạt động dọc tuyến đường số 4, tổ chức nhiều trận phục kích và công đồn, gây rất nhiều khó khăn cho lực lượng quân Pháp đồn trú tại đây, phần nào giảm bớt áp lực của quân Pháp ở chiến khu Việt Bắc. Do những chiến tích lẫy lừng trên đường số 4, đặc biệt với các trận phục kích trên đèo Bông Lau từ năm 1947 đến 1949, tiêu diệt hơn 100 xe giới quân sự Pháp, nhân dân vùng Cao-Bắc-Lạng xưng tụng ông là "Đệ tứ lộ Đại vương", còn các binh sĩ Pháp gọi ông với nhiều biệt danh khác nhau như "Hùm xám đường số 4" (le Tigre gris de la RC4), "tiểu tướng Napoléon" (mon petit Napoléon)...
Khi Trung đoàn 174 chủ lực được thành lập ngày 19 tháng 8 năm 1949, trên cơ sở hợp nhất lực lượng của 3 trung đoàn thuộc 3 tỉnh: Trung đoàn 74 (Cao Bằng), Trung đoàn 72 (Bắc Cạn), Trung đoàn 28 (Lạng Sơn); ông được cử làm Trung đoàn trưởng đầu tiên và Chu Huy Mân làm chính ủy đầu tiên.
Ngày 16 tháng 9 năm 1950, ông chỉ huy trung đoàn 174, phối hợp với trung đoàn 209, chủ động đánh chiếm cứ điểm Đông Khê, mở đầu Chiến dịch Biên giới thu đông 1950, sau đó bao vây cô lập Cao Bằng, uy hiếp cứ điểm Thất Khê và phá thế trận phòng thủ của quân Pháp trên đường số 4. Chỉ trong vòng 1 tháng, chiến dịch kết thúc với thắng lợi rực rỡ của Quân đội nhân dân Việt Nam, trong đó có phần không nhỏ của Đặng Văn Việt và Trung đoàn 174 do ông chỉ huy.
Sau chiến dịch Biên giới, ông tiếp tục chỉ huy Trung đoàn tham gia nhiều chiến dịch lớn khác như chiến dịch Tây Bắc (1952), chiến dịch Hòa Bình, phá hủy căn cứ đồng bằng Bắc bộ của quân Pháp (1952)...

## Rời khỏi quân ngũ
Ngày 19 tháng 12 năm 1953, Luật Cải cách Ruộng đất được thông qua. Đầu năm 1954, gia đình ông bị nông dân địa phuơng đấu tố tại quê nhà. Cha ông là cụ Đặng Văn Hướng bị đội giảm tô đấu tố là thành phần phong kiến áp bức vì từng làm quan lớn trong triều Nguyễn, mặc dù khi ấy cụ đang đương chức là Quốc vụ khanh đặc trách công tác ở 3 tỉnh Thanh- Nghệ - Tĩnh trong Chính phủ Hồ Chí Minh. Lúc bấy giờ, Chủ tịch Hồ Chí Minh đã truyền lệnh cho địa phương không được đấu tố cụ Đặng Văn Hướng nhưng không kịp (Đặng Văn Việt trả lời phỏng vấn của nhà báo Pháp Dominique de Miscault ngày 5 tháng 3 năm 2009). Bản thân ông phải rời khỏi chức vụ Trung đoàn trưởng, người thay thế ông là Nguyễn Hữu An, một thuộc cấp được ông đào tạo trở thành cán bộ chỉ huy. Ông được điều sang Trung Quốc làm công tác Trưởng phòng Huấn luyện của Trường Lục quân Việt Nam, không còn được nắm vị trí chỉ huy các đơn vị chiến đấu của quân đội.
Năm 1954, ông trở về Việt Nam, tiếp tục làm Trưởng phòng Huấn luyện ở Trường Lục quân. Năm 1958, ông được phong quân hàm trung tá. Năm 1960, ông xuất ngũ và được điều sang làm Cục phó Cục Vật liệu xây dựng, rồi Cục phó Cục Xây dựng cơ bản thuộc ngành Thủy sản đến khi nghỉ hưu.

## Văn nghiệp cuối đời
Sau khi về hưu, cuộc sống ông có lúc lao đao phải đạp xe đưa bánh kẹo kiếm sống. Tuy nhiên, với tính lạc quan và cộng với nền tảng giáo dục của gia đình, ông có tinh thần học tập và phát triển kiến thức tốt. Ông nói thành thạo tiếng Pháp, tiếng Anh và đọc được cả hai cổ ngữ là chữ Latin và chữ Hy Lạp cổ. Thời gian công tác trong ngành Xây dựng, ông còn học thêm bằng kỹ sư.
Từ năm 1985, ông bắt đầu bước vào sự nghiệp văn chương. Do từng là một trong những sĩ quan cao cấp thời kỳ đầu và từng có thời gian gắn bó với chiến trường đường số 4, ông đã viết và dịch nhiều hồi ký liên quan đến con đường lịch sử này. Đặc biệt, với hồi ký "Đường số 4 rực lửa", ông đã được tặng giải thưởng cao nhất của Ủy ban toàn quốc Liên hiệp Văn học nghệ thuật Việt Nam vào năm 1999. Hồi ký được chính Đại tướng Võ Nguyên Giáp đích thân viết lời tựa, và Đại tướng Hoàng Văn Thái viết lời giới thiệu. Một số tác phẩm của mình được ông dịch ngược qua tiếng Pháp hoặc tiếng Anh để giới thiệu ra quốc tế.
Một số tác phẩm của ông:
1. Một phác thảo lịch sử quân sự. Chủ biên: Đặng Văn Việt. chưa xuất bản
2. Tóm tắt và đối chiếu lịch sử quân sự Việt Nam với lịch sử quân sự thế giới: Từ cổ đại tới hiện đại. Nhà xuất bản Thanh Niên, Hà Nội, 1998.
3. Con đường tử địa (La Route Morte). Tác giả: Charles Henry de Pirey, dịch giả: Đặng Văn Việt.
4. Sự mù quáng của tướng de Gaulle đối với cuộc chiến ở Đông Dương (L’Aveuglement, De Gaulle face à l’Indochine). Tác giả: Pierre Quatreponit, dịch giả: Đặng Văn Việt.
5. Người lính già Đặng Văn Việt - chiến sĩ đường số 4 anh hùng (Hồi ức) (tác giả: Đặng Văn Việt). Nhà xuất bản Trẻ. 2003
6. Đường số 4, con đường lửa (tác giả: Đặng Văn Việt), 1985.
7. Les mémoires du vieux soldat.
8. Souvenirs d'un colonel Vietminh, Indo Éditions, Paris, 2006 - ISBN 2-914086-22-9.
9. De la RC 4 à la N 4: la campagne des frontières, Editions Le Capucin, 2000.

Do tuổi cao, sức yếu, ông đã từ trần vào ngày 25 tháng 9 năm 2021, hưởng thọ 101 tuổi. Lễ tang của ông được tổ chức vào ngày 27 tháng 9 tại Nhà tang lễ Bộ Quốc phòng, số 5 Trần Thánh Tông, Hà Nội.

## Gia đình
Sau cuộc đấu tố năm 1954, hầu hết người thân trong gia đình ông đã ly tán ra nước ngoài. Ông có một người chị là Đặng Thị Lý - vợ của Thủ tướng VNCH Phan Huy Quát, các em Đặng Thị Tâm, Giáo sư Tiến sĩ ngành Tâm lý trẻ em tại Illinois (Hoa Kỳ), Giáo sư Đặng Văn Ký đang dạy ở Polytechnique (Pháp) và bà chị gái sống ở Sydney (Úc).
Ông từng lập gia đình với một dược sĩ. Bà vốn là một hội viên Hội chữ thập đỏ, được đào tạo để công tác trong quân đội. Sau năm 1954, bà làm việc tại Bộ Y tế, và từng giữ chức Giám đốc một nhà máy dược phẩm. Bà qua đời năm 1998. Ông bà có với nhau 2 người con: 1 trai 1 gái.
Ông có một người cháu gọi ông là chú là Nhà Giáo Đặng Bảo Hòa, nguyên hiệu trưởng trường THPT Chuyên Lý Tự Trọng, Cần Thơ.